# Yohei Naito
Yohei Naito (内藤 洋平 Naito Yohei?, nacido el 9 de julio de 1988 en Kanagawa) es un futbolista japonés que se desempeña como centrocampista.

## Trayectoria

### Clubes
| Club                | País  | Año         |
| ------------------- | ----- | ----------- |
| Kyoto Sanga FC      | Japón | 2011 - 2012 |
| Giravanz Kitakyushu | Japón | 2013 -      |

## Estadística de carrera

### J. League
| Club                | Año   | J. League | J. League | Copa J. League | Copa J. League | Total | Total |
| Club                | Año   | Part.     | Goles     | Part.          | Goles          | Part. | Goles |
| ------------------- | ----- | --------- | --------- | -------------- | -------------- | ----- | ----- |
| Kyoto Sanga FC      | 2011  | 30        | 3         | -              | -              | 30    | 3     |
| Kyoto Sanga FC      | 2012  | 16        | 1         | -              | -              | 16    | 1     |
| Giravanz Kitakyushu | 2013  | 10        | 2         | -              | -              | 10    | 2     |
| Giravanz Kitakyushu | 2014  | 27        | 2         | -              | -              | 27    | 2     |
| Giravanz Kitakyushu | 2015  | 17        | 1         | -              | -              | 17    | 1     |
| Giravanz Kitakyushu | 2016  | 11        | 0         | -              | -              | 11    | 0     |
| Giravanz Kitakyushu | 2017  | 23        | 1         | -              | -              | 23    | 1     |
| Total               | Total | 134       | 10        | 0              | 0              | 134   | 10    |